# حرب الجبل الغربي الأهلية 1920–1922
حرب الجبل الغربي الأهلية 1920–1922 هوَ نِزاعٌ وقعَ في الجبل الغربي والمَناطِق المُحيطَة به (حَاليًا ليبيا)، وكانَ قاتلًا بينَ زُعماء القبائل المحليَّة المُتنافسين على المَناصِب السياسية فِي الجمهورية الطرابلسية.